# سالواتوره آلگرا
سالواتوره آلگرا (ایتالیایی: Salvatore Allegra؛ ‏ ۱۷ اوت ۱۸۹۷ – ۹ دسامبر ۱۹۹۳) آهنگساز و موسیقی‌دان اهل ایتالیا بود.
از فیلم‌هایی که وی در آن‌ها نقش داشته‌است، می‌توان به فقط تو را دوست دارم اشاره نمود.